# Грейсон (Луїзіана)
Грейсон (англ. Grayson) — селище (англ. village) в США, в окрузі Колдвелл штату Луїзіана. Населення — 449 осіб (2020).

## Географія
Грейсон розташований за координатами 32°2′57″ пн. ш. 92°6′42″ зх. д. / 32.04917° пн. ш. 92.11167° зх. д. (32.049173, -92.111571).  За даними Бюро перепису населення США в 2010 році селище мало площу 3,30 км², уся площа — суходіл.

## Демографія
Згідно з переписом 2010 року, у селищі мешкали 532 особи в 238 домогосподарствах у складі 147 родин. Густота населення становила 161 особа/км².  Було 267 помешкань (81/км²).
Расовий склад населення:
| - 84,2 % — білих - 14,5 % — чорних або афроамериканців - 0,4 % — корінних американців |

До двох чи більше рас належало 0,4 %. Частка іспаномовних становила 2,3 % від усіх жителів.
За віковим діапазоном населення розподілялося таким чином: 23,5 % — особи молодші 18 років, 60,0 % — особи у віці 18—64 років, 16,5 % — особи у віці 65 років та старші. Медіана віку мешканця становила 38,8 року. На 100 осіб жіночої статі у селищі припадало 84,1 чоловіків;  на 100 жінок у віці від 18 років та старших — 73,2 чоловіків також старших 18 років.
Середній дохід на одне домашнє господарство  становив 43 419 доларів США (медіана — 31 000), а середній дохід на одну сім'ю — 58 634 долари (медіана — 40 000). За межею бідності перебувало 15,4 % осіб, у тому числі 22,0 % дітей у віці до 18 років та 17,4 % осіб у віці 65 років та старших.
Цивільне працевлаштоване населення становило 148 осіб. Основні галузі зайнятості: освіта, охорона здоров'я та соціальна допомога — 23,6 %, будівництво — 20,3 %, науковці, спеціалісти, менеджери — 12,8 %, роздрібна торгівля — 10,8 %.